# سالي كار
سالي كار (بالإنجليزية: Sally Carr)‏ هي مغنية بريطانية، ولدت في 28 مارس 1945 في Muirhead, North Lanarkshire ‏ في المملكة المتحدة.

## وصلات خارجية
- سالي كار على موقع IMDb (الإنجليزية)
- سالي كار على موقع ميوزك برينز (الإنجليزية)
- سالي كار على موقع ديسكوغز (الإنجليزية)